# Челсі (Оклахома)
Челсі (англ. Chelsea) — місто (англ. town) в США, в окрузі Роджерс штату Оклахома. Населення — 1991 особа (2020).

## Географія
Челсі розташоване за координатами 36°31′56″ пн. ш. 95°26′8″ зх. д. / 36.53222° пн. ш. 95.43556° зх. д. (36.532338, -95.435478).  За даними Бюро перепису населення США в 2010 році місто мало площу 4,59 км², уся площа — суходіл.

## Демографія
Згідно з переписом 2010 року, у місті мешкали 1964 особи в 776 домогосподарствах у складі 512 родин. Густота населення становила 428 осіб/км².  Було 946 помешкань (206/км²).
Расовий склад населення:
| - 62,0 % — білих - 24,7 % — корінних американців - 0,4 % — чорних або афроамериканців - 0,1 % — азіатів |

До двох чи більше рас належало 12,5 %. Частка іспаномовних становила 1,5 % від усіх жителів.
За віковим діапазоном населення розподілялося таким чином: 28,0 % — особи молодші 18 років, 57,2 % — особи у віці 18—64 років, 14,8 % — особи у віці 65 років та старші. Медіана віку мешканця становила 34,8 року. На 100 осіб жіночої статі у місті припадало 93,5 чоловіків;  на 100 жінок у віці від 18 років та старших — 87,0 чоловіків також старших 18 років.
Середній дохід на одне домашнє господарство  становив 50 048 доларів США (медіана — 32 244), а середній дохід на одну сім'ю — 52 318 доларів (медіана — 36 833). Медіана доходів становила 37 452 долари для чоловіків та 26 667 доларів для жінок. За межею бідності перебувало 24,6 % осіб, у тому числі 34,4 % дітей у віці до 18 років та 16,9 % осіб у віці 65 років та старших.
Цивільне працевлаштоване населення становило 760 осіб. Основні галузі зайнятості: освіта, охорона здоров'я та соціальна допомога — 23,3 %, виробництво — 22,4 %, роздрібна торгівля — 10,9 %, будівництво — 8,7 %.